# Eriococcus campinensis
Eriococcus campinensis är en insektsart som beskrevs av Hempel 1937. Eriococcus campinensis ingår i släktet Eriococcus och familjen filtsköldlöss. Inga underarter finns listade i Catalogue of Life.